# Ollastra
Ollastra est une commune italienne de la province d'Oristano, dans la région Sardaigne.

## Administration
| Période                                  | Période  | Identité                  | Étiquette | Qualité |
| ---------------------------------------- | -------- | ------------------------- | --------- | ------- |
| 14 mai 2001                              | En cours | Giovanni Angelo Ciaciotto |           |         |
| Les données manquantes sont à compléter. |          |                           |           |         |

### Communes limitrophes
Fordongianus, Siapiccia, Simaxis, Villanova Truschedu, Zerfaliu.